# Rezolucje Rady Bezpieczeństwa ONZ z roku 1999
Rezolucje Rady Bezpieczeństwa ONZ z roku 1999
Stałe miejsca w Radzie Bezpieczeństwa ONZ posiadają:
- ChRL
- Francja
- Rosja
- Stany Zjednoczone
- Wielka Brytania

W roku 1999 członkami niestałymi Rady były:
- Argentyna
- Bahrajn
- Kanada
- Brazylia
- Gabon
- Gambia
- Malezja
- Namibia
- Holandia
- Słowenia

## Rezolucje
Rezolucje Rady Bezpieczeństwa ONZ przyjęte w roku 1999:
- 1220 (przyjęta 12 stycznia podczas 3964 sesji w sprawie sytuacji w Sierra Leone)[3]
- 1221 (przyjęta 12 stycznia podczas 3965 sesji w sprawie sytuacji w Angoli)[4]
- 1222 (przyjęta 15 stycznia podczas 3966 sesji w sprawie sytuacji w Chorwacji)[5]
- 1223 (przyjęta 19 stycznia podczas 3970 sesji w sprawie sytuacji na Bliskim Wschodzie)[6]
- 1224 (przyjęta 28 stycznia podczas 3971 sesji w sprawie Sahary Zachodniej)[7]
- 1225 (przyjęta 28 stycznia podczas 3972 sesji w sprawie Gruzji)[8]
- 1226 (przyjęta 29 stycznia podczas 3973 sesji w sprawie konfliktu pomiędzy Erytreą a Etiopią)[9]
- 1227 (przyjęta 10 lutego podczas 3975 sesji w sprawie konfliktu pomiędzy Erytreą a Etiopią)[10]
- 1228 (przyjęta 11 lutego podczas 3976 sesji w sprawie Sahary Zachodniej)[11]
- 1229 (przyjęta 26 lutego podczas 3983 sesji w sprawie sytuacji w Angoli)[12]
- 1230 (przyjęta 28 lutego podczas 3984 sesji w sprawie sytuacji w Republice Środkowoafrykańskiej)[13]
- 1231 (przyjęta 11 marca podczas 3986 sesji w sprawie sytuacji w Sierra Leone)[14]
- 1232 (przyjęta 13 marca podczas 3990 sesji w sprawie sytuacji w Saharze Zachodniej)[15]
- 1233 (przyjęta 6 kwietnia podczas 3991 sesji w sprawie sytuacji w Gwinei Bissau)[16]
- 1234 (przyjęta 9 kwietnia podczas 3993 sesji w sprawie sytuacji Demokratycznej Republiki Konga)[17]
- 1235 (przyjęta 30 kwietnia podczas 3994 sesji w sprawie Sahary Zachodniej)[18]
- 1236 (przyjęta 7 maja podczas 3998 sesji w sprawie sytuacji w Timorze Wschodnim)[19]
- 1237 (przyjęta 7 maja podczas 3999 sesji w sprawie Angoli)[20]
- 1238 (przyjęta 14 maja podczas 4002 sesji dotycząca Sahary Zachodniej)[21]
- 1239 (przyjęta 14 maja podczas 4003 sesji w sprawie sytuacji w Kosowie)[22]
- 1240 (przyjęta 15 maja podczas 4004 sesji w sprawie sytuacji w Tadżykistanie i wzdłuż granicy tadżycko-afgańskiej)[23]
- 1241 (przyjęta 19 maja podczas 4006 sesji w sprawie Międzynarodowego Trybunału dla Rwandy)[24]
- 1242 (przyjęta 21 maja podczas 4008 sesji w sprawie sytuacji pomiędzy Irakiem a Kuwejtem)[25]
- 1243 (przyjęta 27 maja podczas 4009 sesji w sprawie sytuacji na Bliskim Wschodzie)[26]
- 1244 (przyjęta 10 czerwca podczas 4011 sesji w sprawie sytuacji w Kosowie)[27]
- 1245 (przyjęta 11 czerwca podczas 4012 sesji w sprawie sytuacji w Sierra Leone)[28]
- 1246 (przyjęta 11 czerwca podczas 4013 sesji w sprawie sytuacji w Timorze)[29]
- 1247 (przyjęta 18 czerwca podczas 4014 sesji w sprawie sytuacji w Bośni i Hercegowinie)[30]
- 1248 (przyjęta 25 czerwca podczas 4016 sesji w sprawie przyjęcia do ONZ nowego członka: Republiki Kiribati)[31]
- 1249 (przyjęta 25 czerwca podczas 4017 sesji w sprawie przyjęcia do ONZ nowego członka:Republiki Nauru)[32]
- 1250 (przyjęta 29 czerwca podczas 4018 sesji w sprawie sytuacji na Cyprze)[33]
- 1251 (przyjęta 29 czerwca podczas 4018 sesji w sprawie sytuacji na Cyprze)[34]
- 1252 (przyjęta 15 lipca podczas 4023 sesji w sprawie sytuacji w Chorwacji)[35]
- 1253 (przyjęta 18 lipca podczas 4026 sesji w sprawie przyjęcia do ONZ nowego członka: Królestwa Tonga)[36]
- 1254 (przyjęta 30 lipca podczas 4028 sesji w sprawie sytuacji na Bliskim Wschodzie)[37]
- 1255 (przyjęta 30 lipca podczas 4029 sesji w sprawie sytuacji w Gruzji)[38]
- 1256 (przyjęta 3 sierpnia podczas 4030 sesji w sprawie sytuacji w Bośni i Hercegowinie)[39]
- 1257 (przyjęta 3 sierpnia podczas 4031 sesji w sprawie sytuacji w Timorze)[40]
- 1258 (przyjęta 6 sierpnia podczas 4032 sesji w sprawie sytuacji w Demokratycznej Republice Konga)[41]
- 1259 (przyjęta 11 sierpnia podczas 4033 sesji w sprawie mianowania prokuratora w Międzynarodowym Trybunale Karnym dla Rwandy (ICTR) i Międzynarodowym Trybunale Karnym dla byłej Jugosławii (MTKJ) )[42]
- 1260 (przyjęta 20 sierpnia podczas 4035 sesji w sprawie sytuacji w Sierra Leone)[43]
- 1261 (przyjęta 25 sierpnia podczas 4037 sesji potępiająca ataki na dzieci w konfliktach zbrojnych, w tym rekrutację i wykorzystywanie dzieci-żołnierzy)[44]
- 1262 (przyjęta 27 sierpnia podczas 4038 sesji w sprawie sytuacji w Timorze)[45]
- 1263 (przyjęta 13 września podczas 4044 sesji w sprawie Sahary Zachodniej)[46]
- 1264 (przyjęta 15 września podczas 4045 sesji w sprawie sytuacji w Timorze)[47]
- 1265 (przyjęta 17 września podczas 4046 sesji w sprawie ochronę ludności cywilnej podczas konfliktu zbrojnego)[48]
- 1266 (przyjęta 4 października podczas 4050 sesji w sprawie konfliktu pomiędzy Irakiem a Kuwejtem)[49]
- 1267 (przyjęta 15 października podczas 4051 sesji w sprawie sytuacji w Afganistanie)[50]
- 1268 (przyjęta 15 października podczas 4052 sesji w sprawie sytuacji w Angoli)[51]
- 1269 (przyjęta 19 października podczas 4053 sesji w sprawie odpowiedzialności Rady Bezpieczeństwa w utrzymaniu międzynarodowego pokoju i bezpieczeństwa (walki z terroryzmem) )[52][53]
- 1270 (przyjęta 22 października podczas 4054 sesji w sprawie sytuacji w Sierra Leone)[54]
- 1271 (przyjęta 22 października podczas 4056 sesji w sprawie sytuacji w Republice Środkowoafrykańskiej)[55]
- 1272 (przyjęta 25 października podczas 4057 sesji w sprawie sytuacji w Timorze Wschodnim)[56]
- 1273 (przyjęta 5 listopada podczas 4060 sesji w sprawie sytuacji w Demokratycznej Republice Konga)[57]
- 1274 (przyjęta 12 listopada podczas 4064 sesji w sprawie sytuacji w Tadżykistanie)[58]
- 1275 (przyjęta 19 listopada podczas 4070 sesji w sprawie sporu pomiędzy Irakiem a Kuwejtem)[59]
- 1276 (przyjęta 24 listopada podczas 4071 sesji w sprawie sytuacji na Bliskim Wschodzie)[60]
- 1277 (przyjęta 30 listopada podczas 4074 sesji w sprawie Haiti)[61]
- 1278 (przyjęta 30 listopada podczas 4075 sesji w sprawie rezygnacji sędziego Międzynarodowego Trybunału Sprawiedliwości Stephena M. Schwebla)[62]
- 1279 (przyjęta 3 grudnia podczas 4077 sesji w sprawie powołania MONUSCO w Demokratycznej Republice Konga)[63]
- 1280 (przyjęta 3 grudnia podczas 4077 sesji w sprawie programu Ropa za żywność)[64]
- 1281 (przyjęta 10 grudnia podczas 4079 sesji w sprawie Iraku)[65]
- 1282 ( przyjęta 14 grudnia podczas 4080 sesji w sprawie przedłużenia mandatu Misji Narodów Zjednoczonych ds. organizacji referendum w Saharze Zachodniej (MINURSO) do 29 lutego 2000 roku)[66]

- 1283 (przyjęta 15 grudnia podczas 4082 sesji w sprawie Cypru)[67]
- 1284 (przyjęta 17 grudnia podczas 4084 sesji w sprawie sporu między Irakiem a Kuwejtem)[68]